# Contact (romanzo)
Contact è un romanzo di fantascienza di Carl Sagan, pubblicato nel 1985.
Nel romanzo l'autore, astronomo, riflette molti dei suoi interessi della vita reale, in particolare l'ipotesi del primo contatto con esseri extraterrestri.
Il romanzo ha vinto il Premio Locus per la miglior opera prima per il 1986.

## Trama
Eleanor "Ellie" Arroway è la direttrice del "Progetto Argus," nel quale i segnali provenienti dallo spazio e captati da una serie di radiotelescopi nel Nuovo Messico vengono analizzati intensivamente per cercare l'intelligenza extraterrestre (SETI).
Dopo un po' il progetto scopre effettivamente la prima comunicazione confermata da esseri extraterrestri, la serie dei numeri primi fino al 261°. L'autore ipotizza che una sequenza di numeri primi sia un possibile primo messaggio da intelligenza aliena poiché la matematica è considerata "un linguaggio universale", e le procedure che producono tale sequenza sono sufficientemente complicate da richiedere intelligenza per metterle in atto. Un'ulteriore analisi del messaggio rivela che due messaggi supplementari sono codificati all'interno di esso in forme differenti di modulazione del segnale radio. Il secondo messaggio è un abbecedario, una specie di manuale d'istruzioni che insegna come leggere ulteriori comunicazioni. Il terzo è il messaggio vero e proprio e contiene il progetto per costruire una macchina, che sembra essere un genere di veicolo altamente avanzato, destinato ad ospitare un equipaggio umano.
Una sottotrama vede Ellie interagire con una coppia di predicatori cristiani, che dibatte in maniera informale l'esistenza di Dio. Applicando il metodo scientifico, dichiara che "non esiste una prova schiacciante che Dio esista... e non esiste una prova schiacciante che Dio non esista."
Dopo il tentativo delle due superpotenze (Stati Uniti e Unione Sovietica) di costruire la macchina questa viene effettivamente costruita in Giappone ed attivata, e trasporta cinque passeggeri - compresa Ellie - attraverso una serie di cunicoli spazio-temporali in un luogo vicino al centro della Via Lattea, dove vengono a contatto con i mittenti del messaggio. Molte delle domande dei viaggiatori trovano risposta.
Al ritorno, i passeggeri scoprono che la loro esperienza, che soggettivamente per loro era durata molte ore, sulla Terra era durata solo circa venti minuti, e che tutta la loro registrazione video è stata cancellata, presumibilmente per la smagnetizzazione dei supporti audio e video avvenuta durante il viaggio di ritorno. Rimangono pertanto privi di prove del loro racconto.

## Opere derivate
Nel 1997 ne è stato tratto l'omonimo film diretto da Robert Zemeckis, 
con Jodie Foster e Matthew McConaughey; musiche di Alan Silvestri.

## Edizioni in italiano
- Contact, Carl Sagan, traduzione di Fabrizio Ascari, Milano: Bompiani, 1986
- Contact, Carl Sagan; traduzione di Fabrizio Ascari, Milano: Biblioteca universale Rizzoli, 1997